# Henri François Pittier
Henri François Pittier, Henri François Pittier de Fabrega, född den 13 augusti 1857 i Bex, död den 27 januari 1950 i Caracas, var en schweizisk botaniker och geograf.
Han examinerades vid Jenas universitet och flyttade till Costa Rica 1887. Mellan 1905 och 1919 arbetade Pittier för USA:s jordbruksdepartement och forskade i Centralamerika, Colombia och Venezuela. Från 1919 och fram till sin död var han bosatt i Venezuela.
Venezuelas första nationalpark, Henri Pittier nationalpark är uppkallad efter honom, liksom släktena Pittiera, Pittierella och Pittierothamnus. 
Auktorsnamnet Pittier kan användas för Henri François Pittier i samband med ett vetenskapligt namn inom botaniken; se Wikipediaartiklar som länkar till auktorsnamnet.